# Carvalhal Redondo
Carvalhal Redondo é uma povoação portuguesa do Município de Nelas que foi sede da extinta Freguesia de Carvalhal Redondo, freguesia que tinha 7,91 km² de área e 974 habitantes (2011), e, por isso, uma densidade populacional de  123,1 hab/km².
A Freguesia de Carvalhal Redondo foi extinta (agregada) pela reorganização administrativa de 2012/2013, tendo o seu território sido agregado ao da Freguesia de Aguieira para criar a União de Freguesias de Carvalhal Redondo e Aguieira.

## População
| População da freguesia de Carvalhal Redondo | População da freguesia de Carvalhal Redondo | População da freguesia de Carvalhal Redondo | População da freguesia de Carvalhal Redondo | População da freguesia de Carvalhal Redondo | População da freguesia de Carvalhal Redondo | População da freguesia de Carvalhal Redondo | População da freguesia de Carvalhal Redondo | População da freguesia de Carvalhal Redondo | População da freguesia de Carvalhal Redondo | População da freguesia de Carvalhal Redondo | População da freguesia de Carvalhal Redondo | População da freguesia de Carvalhal Redondo | População da freguesia de Carvalhal Redondo | População da freguesia de Carvalhal Redondo |
| ------------------------------------------- | ------------------------------------------- | ------------------------------------------- | ------------------------------------------- | ------------------------------------------- | ------------------------------------------- | ------------------------------------------- | ------------------------------------------- | ------------------------------------------- | ------------------------------------------- | ------------------------------------------- | ------------------------------------------- | ------------------------------------------- | ------------------------------------------- | ------------------------------------------- |
| 1864                                        | 1878                                        | 1890                                        | 1900                                        | 1911                                        | 1920                                        | 1930                                        | 1940                                        | 1950                                        | 1960                                        | 1970                                        | 1981                                        | 1991                                        | 2001                                        | 2011                                        |
| 1 540                                       | 1 758                                       | 1 931                                       | 1 867                                       | 1 985                                       | 1 925                                       | 1 938                                       | 2 188                                       | 2 128                                       | 2 280                                       | 1 806                                       | 1 911                                       | 1 095                                       | 1 066                                       | 974                                         |

Com lugares desta freguesia foi criada, pela Lei n.º 80/85,  de 4 de Outubro, a freguesia de Aguieira.
| Distribuição da População por Grupos Etários | Distribuição da População por Grupos Etários | Distribuição da População por Grupos Etários | Distribuição da População por Grupos Etários | Distribuição da População por Grupos Etários | Distribuição da População por Grupos Etários | Distribuição da População por Grupos Etários | Distribuição da População por Grupos Etários | Distribuição da População por Grupos Etários | Distribuição da População por Grupos Etários |
| -------------------------------------------- | -------------------------------------------- | -------------------------------------------- | -------------------------------------------- | -------------------------------------------- | -------------------------------------------- | -------------------------------------------- | -------------------------------------------- | -------------------------------------------- | -------------------------------------------- |
| Ano                                          | 0-14 Anos                                    | 15-24 Anos                                   | 25-64 Anos                                   | > 65 Anos                                    |                                              | 0-14 Anos                                    | 15-24 Anos                                   | 25-64 Anos                                   | > 65 Anos                                    |
| 2001                                         | 145                                          | 177                                          | 532                                          | 212                                          |                                              | 13,6%                                        | 16,6%                                        | 49,9%                                        | 19,9%                                        |
| 2011                                         | 115                                          | 79                                           | 500                                          | 280                                          |                                              | 11,8%                                        | 8,1%                                         | 51,3%                                        | 28,7%                                        |

Média do País no censo de 2001:  0/14 Anos-16,0%; 15/24 Anos-14,3%; 25/64 Anos-53,4%; 65 e mais Anos-16,4%
Média do País no censo de 2011:   0/14 Anos-14,9%; 15/24 Anos-10,9%; 25/64 Anos-55,2%; 65 e mais Anos-19,0%